# Dunkler Gabeldorsch
Der Dunkle Gabeldorsch (Phycis phycis) ist ein Fisch aus der Familie der Gabeldorsche (Phycidae), der im Mittelmeer und in Teilen des Ostatlantiks beheimatet ist.

## Merkmale
Der Körper des Dunklen Gabeldorsches ist dunkel- bis rötlichbraun, unterseits blass gefärbt. Meist erreicht er eine Gesamtlänge von etwa 25, höchstens 65 Zentimetern. Bei manchen Exemplaren weisen die Flossen einen weißlichen Saum auf. Das Maul ist unterständig und am Kinn befindet sich die für Dorsche typische einzelne Bartel. Diese ist mit Sensoren bestückt, mit deren Hilfe er am Grund Nahrung finden kann. Seine Rückenflosse ist zweigeteilt in eine kurze vordere und eine lange hintere, die mit der ähnlich beschaffenen Afterflosse und der kleinen, rundlichen Schwanzflosse fast einen Flossensaum bildet. Die namensgebenden Bauchflossen besitzen jeweils nur zwei Strahlen und sind als langer, fadenartiger Fortsatz ausgebildet, der sich an der Spitze gabelt. Sie sind kehlständig und setzen vor den Brustflossen an. In keiner der Flossen sind Hartstrahlen vorhanden.
Von den beiden anderen Arten der Gattung Phycis lässt er sich dadurch unterscheiden, dass seine Brustflossenfortsätze nicht bis zum Beginn der Afterflosse reichen. Des Weiteren unterscheiden sich seine Verwandten durch einen verlängerten ersten Rückenflossenstrahl deutlich von ihm.

## Verbreitung, Lebensraum und Lebensweise
Verbreitet ist der Dunkle Gabeldorsch im gesamten Mittelmeer, wenn auch lückenhaft im östlichen Becken. Außerdem kommt er im Ostatlantik vom Golf von Biskaya bis zur marokkanischen Küste sowie um die Makaronesischen Inseln vor. Sein Habitat sind Felsgründe, wo er ein verstecktes Leben führt. Den Tag verbringt er meist vollständig zurückgezogen in Höhlen und Felsspalten. Im Flachwasser findet man ihn kaum, er bevorzugt Tiefen ab 15 Meter und dringt sogar mehrere Hundert Meter in die Tiefe vor. Er ernährt sich räuberisch von Wirbellosen und kleinen Fischen, die er nachts auch über nahe an seinen Verstecken gelegenen Sedimentgründen jagt. Das Laichgeschäft findet zwischen Januar und Mai statt.
In der kommerziellen Fischerei spielt der Dunkle Gabeldorsch nur eine sehr untergeordnete Rolle. Die IUCN geht von keiner Gefährdung der Bestände aus.